# Eugenio Randi
Eugenio Randi (Palermo, 11 ottobre 1957) è un politico italiano.

## Biografia
Diplomato al liceo scientifico, dipendente pubblico. Randi è stato assessore al comune di Palermo tra il 2001 e il 2007, poi nuovamente tra il 2007 e il 2008, e ancora tra il 2010 e il 2012.
Alle elezioni politiche del 2008 è candidato alla Camera dei Deputati nella circoscrizione Sicilia 1 per il Popolo della Libertà, non risultando eletto. Il 24 gennaio 2013 è proclamato deputato in sostituzione del dimissionario Vincenzo Fontana; rimane in carica nell'ultimo mese e mezzo della XVI legislatura.